# The X-Files Collectible Card Game
The X-Files Collectible Card Game was een ruilkaartspel (Trading Card Game, of TCG) ontwikkeld naar de televisieserie The X-Files. Het spel werd onthuld in 1996 op Gen Con. Op 1 november van dat jaar werden 80 miljoen kaarten gedistribueerd naar diverse winkels over de hele wereld voor de verkoop.

## Uitgebrachte Kaartensets
Premiere (1996) - Deze set bestond uit 354 verschillende kaarten en was verkrijgbaar in starterdecks en boosterpacks. De starterdeck bevatte 60 kaarten en handleidingen voor beginners en gevorderden spellen. De boosterspacks waren ondoorzichtige pakjes met daarin 15 kaarten. De ultra-zeldzame kaarten kon alleen verkregen worden via de boosterpacks. De foto's en ideeën voor de kaarten werden ontnomen van de eerste twee seizoenen van de televisieserie.
| Overzicht Kaarten Premiere Set | Overzicht Kaarten Premiere Set                     | Overzicht Kaarten Premiere Set | Overzicht Kaarten Premiere Set |
| ID Nummer                      | Titel                                              | Type                           | Zeldzaamheid                   |
| ------------------------------ | -------------------------------------------------- | ------------------------------ | ------------------------------ |
| XF96-0001v1                    | Aura Of Invulnerability                            | Combat                         | Ongewoon                       |
| XF96-0002v1                    | First Aid                                          | Combat                         | Gewoon                         |
| XF96-0003v1                    | Face-Off                                           | Combat                         | Ongewoon                       |
| XF96-0004v1                    | Rending Claws                                      | Combat                         | Ongewoon                       |
| XF96-0005v1                    | Fast Strike                                        | Combat                         | Zeldzaam                       |
| XF96-0006v1                    | Sneak Attack                                       | Combat                         | Zeldzaam                       |
| XF96-0007v1                    | Ambush                                             | Combat                         | Gewoon                         |
| XF96-0008v1                    | Kick                                               | Combat                         | Gewoon                         |
| XF96-0009v1                    | Gun Jammed                                         | Combat                         | Gewoon                         |
| XF96-0010v1                    | Hide                                               | Combat                         | Gewoon                         |
| XF96-0011v1                    | Dodge                                              | Combat                         | Ongewoon                       |
| XF96-0012v1                    | Nerve Strike                                       | Combat                         | Zeldzaam                       |
| XF96-0013v1                    | Webbed                                             | Combat                         | Zeldzaam                       |
| XF96-0014v1                    | Vicious Fangs                                      | Combat                         | Ongewoon                       |
| XF96-0015v1                    | Spin Kick                                          | Combat                         | Zeldzaam                       |
| XF96-0016v1                    | Mind Control                                       | Combat                         | Zeldzaam                       |
| XF96-0017v1                    | Alien Stealth Technology                           | Combat                         | Ongewoon                       |
| XF96-0018v1                    | Block And Attack                                   | Combat                         | Zeldzaam                       |
| XF96-0019v1                    | Block                                              | Combat                         | Ongewoon                       |
| XF96-0020v1                    | Body Armor                                         | Combat                         | Ongewoon                       |
| XF96-0021v1                    | Disarm                                             | Combat                         | Zeldzaam                       |
| XF96-0022v1                    | Running Gun Battle                                 | Combat                         | Ongewoon                       |
| XF96-0023v1                    | Fascination                                        | Combat                         | Ongewoon                       |
| XF96-0024v1                    | Internal Bleeding                                  | Combat                         | Ongewoon                       |
| XF96-0025v1                    | Covering Fire                                      | Combat                         | Ongewoon                       |
| XF96-0026v1                    | No Way Out                                         | Combat                         | Ongewoon                       |
| XF96-0027v1                    | Hard Punch                                         | Combat                         | Gewoon                         |
| XF96-0028v1                    | Choke Hold                                         | Combat                         | Zeldzaam                       |
| XF96-0029v1                    | Fast Draw                                          | Combat                         | Zeldzaam                       |
| XF96-0030v1                    | Watch Out!                                         | Combat                         | Ongewoon                       |
| XF96-0031v1                    | Hit and Run                                        | Combat                         | Ongewoon                       |
| XF96-0032v1                    | Handcuff                                           | Combat                         | Zeldzaam                       |
| XF96-0033v1                    | Illusionary Foe                                    | Combat                         | Zeldzaam                       |
| XF96-0034v1                    | Run For It!                                        | Combat                         | Ongewoon                       |
| XF96-0035v1                    | Terminal Damage                                    | Combat                         | Zeldzaam                       |
| XF96-0036v1                    | Flaming Wall                                       | Combat                         | Ongewoon                       |
| XF96-0037v1                    | Massive Internal Damage                            | Combat                         | Ongewoon                       |
| XF96-0038v1                    | Semi-Jacketed Hollow Points                        | Combat                         | Ongewoon                       |
| XF96-0039v1                    | Stunning Blow                                      | Combat                         | Ongewoon                       |
| XF96-0040v1                    | Take Cover!                                        | Combat                         | Ongewoon                       |
| XF96-0041v1                    | Energy Strike                                      | Combat                         | Zeldzaam                       |
| XF96-0042v1                    | Gibsonton, FL                                      | Site                           | Gewoon                         |
| XF96-0043v1                    | Excelsis Dei Convalescent Home, Worcester, MA      | Site                           | Ongewoon                       |
| XF96-0044v1                    | Broad Street, Philadelphia, PA                     | Site                           | Ongewoon                       |
| XF96-0045v1                    | Ellens Air Base, ID                                | Site                           | Zeldzaam                       |
| XF96-0046v1                    | Coastal Northwest Oregon                           | Site                           | Gewoon                         |
| XF96-0047v1                    | Olympic National Forest, WA                        | Site                           | Gewoon                         |
| XF96-0048v1                    | Arlington, VA.                                     | Site                           | Gewoon                         |
| XF96-0049v1                    | Lake Okobogee, Campsite #53, Sioux City, IA        | Site                           | Gewoon                         |
| XF96-0050v1                    | Newark, NJ                                         | Site                           | Gewoon                         |
| XF96-0051v1                    | Central Prison, Raleigh, NC                        | Site                           | Ongewoon                       |
| XF96-0052v1                    | Genetics Clinic, Marin County, CA                  | Site                           | Gewoon                         |
| XF96-0053v1                    | Cumberland Prison, VA                              | Site                           | Gewoon                         |
| XF96-0054v1                    | Mt. Avalon, WA                                     | Site                           | Gewoon                         |
| XF96-0055v1                    | Northeast Georgetown Medical Center, Washington DC | Site                           | Zeldzaam                       |
| XF96-0056v1                    | NASA Mission Control, Houston, TX                  | Site                           | Ongewoon                       |
| XF96-0057v1                    | New York City, NY                                  | Site                           | Zeldzaam                       |
| XF96-0058v1                    | Fairfield Zoo, Fairfield, ID                       | Site                           | Gewoon                         |
| XF96-0059v1                    | Deadhorse, AK                                      | Site                           | Zeldzaam                       |
| XF96-0060v1                    | Containment Facility, Georgetown, MD               | Site                           | Gewoon                         |
| XF96-0061v1                    | University Of Maryland, Baltimore, MD              | Site                           | Gewoon                         |
| XF96-0062v1                    | Chaco House, Dudley, AR                            | Site                           | Ongewoon                       |
| XF96-0063v1                    | Aubrey, MO                                         | Site                           | Gewoon                         |
| XF96-0064v1                    | Cape Cod, MA                                       | Site                           | Gewoon                         |
| XF96-0065v1                    | Icy Cape, Alaska                                   | Site                           | Vast                           |
| XF96-0066v1                    | Farmington, NM                                     | Site                           | Ongewoon                       |
| XF96-0067v1                    | U.F.O. Wreckage, Townsend, WI                      | Site                           | Zeldzaam                       |
| XF96-0068v1                    | Mattawa, WA                                        | Site                           | Gewoon                         |
| XF96-0069v1                    | Mahan Propulsion Laboratory, Colson, WA            | Site                           | Gewoon                         |
| XF96-0070v1                    | Church Of The Red Museum, Delta Glen, WI           | Site                           | Zeldzaam                       |
| XF96-0071v1                    | Psychiatric Hospital, Richmond, VA                 | Site                           | Gewoon                         |
| XF96-0072v1                    | Washington Monument, Washington, DC                | Site                           | Zeldzaam                       |
| XF96-0073v1                    | Marion, VA                                         | Site                           | Gewoon                         |
| XF96-0074v1                    | Arecibo, Puerto Rico                               | Site                           | Ongewoon                       |
| XF96-0075v1                    | Sea off Tildeskan, Norway                          | Site                           | Gewoon                         |
| XF96-0076v1                    | Aleister Crowley High School, Milford Haven, NH    | Site                           | Zeldzaam                       |
| XF96-0077v1                    | Los Angeles, CA                                    | Site                           | Ongewoon                       |
| XF96-0078v1                    | Minneapolis, MN                                    | Site                           | Ongewoon                       |
| XF96-0079v1                    | Franklin, PA                                       | Site                           | Vast                           |
| XF96-0080v1                    | Eurisko Building, Crystal City, VA                 | Site                           | Ongewoon                       |
| XF96-0081v1                    | Folkstone, NC                                      | Site                           | Ongewoon                       |
| XF96-0082v1                    | Outskirts of Atlantic City, NJ                     | Site                           | Ongewoon                       |
| XF96-0083v1                    | Browning, MT                                       | Site                           | Vast                           |
| XF96-0084v1                    | Steveston, MA                                      | Site                           | Zeldzaam                       |
| XF96-0085v1                    | Skyland Mountain, VA                               | Site                           | Zeldzaam                       |
| XF96-0086v1                    | Baltimore, Maryland                                | Site                           | Ongewoon                       |
| XF96-0087v1                    | Detective Kelly Ryan                               | Bluff                          | Gewoon                         |
| XF96-0088v1                    | Sinus Cavity Implant                               | Bluff                          | Ongewoon                       |
| XF96-0089v1                    | Peter Tanaka                                       | Bluff                          | Ongewoon                       |
| XF96-0090v1                    | Section Chief Joseph McGrath                       | Bluff                          | Zeldzaam                       |
| XF96-0091v1                    | Cigarette Butts                                    | Bluff                          | Gewoon                         |
| XF96-0092v1                    | Sheriff Daniels                                    | Bluff                          | Ongewoon                       |
| XF96-0093v1                    | Dr. Berube                                         | Bluff                          | Gewoon                         |
| XF96-0094v1                    | The Overcoat Man                                   | Bluff                          | Gewoon                         |
| XF96-0095v1                    | You've Got A Tail                                  | Bluff                          | Gewoon                         |
| XF96-0096v1                    | Pete Calcagni                                      | Bluff                          | Ongewoon                       |
| XF96-0097v1                    | Holtzman, D.S.A.                                   | Bluff                          | Gewoon                         |
| XF96-0098v1                    | Claude Peterson                                    | Bluff                          | Gewoon                         |
| XF96-0099v1                    | The Conundrum                                      | Bluff                          | Ongewoon                       |
| XF96-0100v1                    | Paul Mossinger                                     | Bluff                          | Gewoon                         |
| XF96-0101v1                    | Intruder Counter-Measures Program                  | Bluff                          | Ongewoon                       |
| XF96-0102v1                    | Dr. Aaron Monte                                    | Bluff                          | Gewoon                         |
| XF96-0103v1                    | Poisonous Gases                                    | Bluff                          | Gewoon                         |
| XF96-0104v1                    | Laser Barrier                                      | Bluff                          | Zeldzaam                       |
| XF96-0105v1                    | Nasty Surprise                                     | Bluff                          | Ongewoon                       |
| XF96-0106v1                    | Sleep Deprivation                                  | Bluff                          | Zeldzaam                       |
| XF96-0107v1                    | Radioactive Area                                   | Bluff                          | Ongewoon                       |
| XF96-0108v1                    | Ghost In The Machine                               | Bluff                          | Gewoon                         |
| XF96-0109v1                    | Unnatural Aging                                    | Bluff                          | Ongewoon                       |
| XF96-0110v1                    | Car Troubles                                       | Bluff                          | Vast                           |
| XF96-0111v1                    | Puzzles Within Puzzles                             | Bluff                          | Ongewoon                       |
| XF96-0112v1                    | Government Cover-Up                                | Bluff                          | Gewoon                         |
| XF96-0113v1                    | Hazardous Sample                                   | Bluff                          | Gewoon                         |
| XF96-0114v1                    | Henry Trondheim                                    | Bluff                          | Ongewoon                       |
| XF96-0115v1                    | Detective Miles                                    | Bluff                          | Ongewoon                       |
| XF96-0116v1                    | Detective Thompson                                 | Bluff                          | Ongewoon                       |
| XF96-0117v1                    | Harry Cokely                                       | Bluff                          | Gewoon                         |
| XF96-0118v1                    | Detective Tony Fiore                               | Bluff                          | Ongewoon                       |
| XF96-0119v1                    | B.J. Morrow, Genetic Trait Recipient               | X-File                         | Vast                           |
| XF96-0120v1                    | Augustus Cole, A.K.A. The Preacher                 | X-File                         | Vast                           |
| XF96-0121v1                    | The Cigarette-Smoking Man                          | X-File                         | Vast                           |
| XF96-0122v1                    | Duane Barry                                        | X-File                         | Vast                           |
| XF96-0123v1                    | The Jersey Devil                                   | X-File                         | Vast                           |
| XF96-0124v1                    | The Host                                           | X-File                         | Vast                           |
| XF96-0125v1                    | Lucas Henry, Serial Killer                         | X-File                         | Vast                           |
| XF96-0126v1                    | Arthur Grable                                      | X-File                         | Vast                           |
| XF96-0127v1                    | Warren James Dupre', The Lazarus Man               | X-File                         | Vast                           |
| XF96-0128v1                    | Colonel Wharton, Zombie Master                     | X-File                         | Vast                           |
| XF96-0129v1                    | Alien DNA Steroid Program (Project Purity Control) | X-File                         | Vast                           |
| XF96-0130v1                    | The Gregors                                        | X-File                         | Vast                           |
| XF96-0131v1                    | Sheriff Tom Arens, Cannibal                        | X-File                         | Vast                           |
| XF96-0132v1                    | The Vampire, a.k.a. The Unholy Spirit              | X-File                         | Vast                           |
| XF96-0133v1                    | Central Operating System, Artificial Intelligence  | X-File                         | Vast                           |
| XF96-0134v1                    | Volcanic Spore                                     | X-File                         | Vast                           |
| XF96-0135v1                    | Michael Holvey, The Evil One                       | X-File                         | Vast                           |
| XF96-0136v1                    | Eugene Victor Tooms                                | X-File                         | Vast                           |
| XF96-0137v1                    | Howard Graves, The Poltergeist                     | X-File                         | Vast                           |
| XF96-0138v1                    | Dr. Banton and His Shadow                          | X-File                         | Vast                           |
| XF96-0139v1                    | Alien Listeners                                    | X-File                         | Vast                           |
| XF96-0140v1                    | Commander Colin Henderson                          | X-File                         | Vast                           |
| XF96-0141v1                    | Arctic Worm                                        | X-File                         | Vast                           |
| XF96-0142v1                    | The Manitou                                        | X-File                         | Vast                           |
| XF96-0143v1                    | Leonard Vance                                      | X-File                         | Vast                           |
| XF96-0144v1                    | Ancestor Spirits                                   | X-File                         | Vast                           |
| XF96-0145v1                    | Ed Funsch, Postal Worker                           | X-File                         | Vast                           |
| XF96-0146v1                    | Mrs. Paddock, a.k.a. The Dark Angel                | X-File                         | Vast                           |
| XF96-0147v1                    | Dod Kalm                                           | X-File                         | Vast                           |
| XF96-0148v1                    | John Barnett                                       | X-File                         | Vast                           |
| XF96-0149v1                    | Alien Conservationist                              | X-File                         | Vast                           |
| XF96-0150v1                    | Faciphaga Emasculata                               | X-File                         | Vast                           |
| XF96-0151v1                    | Donnie Pfaster, Death Fetishist                    | X-File                         | Vast                           |
| XF96-0152v1                    | Brother Martin, Rogue Kindred                      | X-File                         | Vast                           |
| XF96-0153v1                    | Alien Abductors                                    | X-File                         | Vast                           |
| XF96-0154v1                    | Eve                                                | X-File                         | Vast                           |
| XF96-0155v1                    | Alien Experimenters                                | X-File                         | Vast                           |
| XF96-0156v1                    | Reverse Engineers                                  | X-File                         | Vast                           |
| XF96-0157v1                    | The Swarm                                          | X-File                         | Vast                           |
| XF96-0158v1                    | Leonard, Detachable Congenital Twin                | X-File                         | Vast                           |
| XF96-0159v1                    | Cecil L'ively                                      | X-File                         | Vast                           |
| XF96-0160v1                    | Section Chief Scott Blevins                        | Agent                          | Vast                           |
| XF96-0161v1                    | Albert Hosteen                                     | Agent                          | Vast                           |
| XF96-0162v1                    | Agent Alex Krycek                                  | Agent                          | Ultra-Zeldzaam                 |
| XF96-0163v1                    | Agent Fox Mulder                                   | Agent                          | Ultra-Zeldzaam                 |
| XF96-0164v1                    | Lt. Brian Tillman, Aubry Police Department         | Agent                          | Vast                           |
| XF96-0165v1                    | Agent Rich                                         | Agent                          | Vast                           |
| XF96-0166v1                    | Agent Lucy Kazdin                                  | Agent                          | Vast                           |
| XF96-0167v1                    | Agent Jack Willis                                  | Agent                          | Vast                           |
| XF96-0168v1                    | Inspector Phoebe Green                             | Agent                          | Vast                           |
| XF96-0169v1                    | Agent Fox Mulder                                   | Agent                          | Vast                           |
| XF96-0170v1                    | Agent Alex Krycek                                  | Agent                          | Vast                           |
| XF96-0171v1                    | Agent Nancy Spiller                                | Agent                          | Vast                           |
| XF96-0172v1                    | Agent Dana Scully                                  | Agent                          | Ultra-Zeldzaam                 |
| XF96-0173v1                    | Agent Dana Scully                                  | Agent                          | Vast                           |
| XF96-0174v1                    | Assistant Director Walter Skinner                  | Agent                          | Ultra-Zeldzaam                 |
| XF96-0175v1                    | Dr. Charles Burk                                   | Agent                          | Vast                           |
| XF96-0176v1                    | Agent Tom Colton                                   | Agent                          | Vast                           |
| XF96-0177v1                    | Agent Janus, Trained Medic                         | Agent                          | Vast                           |
| XF96-0178v1                    | Agent Moe Bocks                                    | Agent                          | Vast                           |
| XF96-0179v1                    | Agent Reggie Purdue                                | Agent                          | Vast                           |
| XF96-0180v1                    | Assistant Director Walter Skinner                  | Agent                          | Vast                           |
| XF96-0181v1                    | Agent Weiss                                        | Agent                          | Vast                           |
| XF96-0182v1                    | Agent Jerry Lamana                                 | Agent                          | Vast                           |
| XF96-0183v1                    | Agent Karen Kosseff, Counselor                     | Agent                          | Vast                           |
| XF96-0184v1                    | Sheriff Spencer                                    | Witness                        | Gewoon                         |
| XF96-0185v1                    | Dr. Blockhead                                      | Witness                        | Zeldzaam                       |
| XF96-0186v1                    | The Thinker                                        | Witness                        | Zeldzaam                       |
| XF96-0187v1                    | Byers                                              | Witness                        | Vast                           |
| XF96-0188v1                    | Emil And Zoe                                       | Witness                        | Ongewoon                       |
| XF96-0189v1                    | Dr. Davey                                          | Witness                        | Ongewoon                       |
| XF96-0190v1                    | Billy Miles                                        | Witness                        | Gewoon                         |
| XF96-0191v1                    | Dr. Diamond                                        | Witness                        | Zeldzaam                       |
| XF96-0192v1                    | Detective Frank Briggs                             | Witness                        | Ongewoon                       |
| XF96-0193v1                    | Dr. Grissom                                        | Witness                        | Zeldzaam                       |
| XF96-0194v1                    | Kevin Morris, a.k.a. The Conduit                   | Witness                        | Zeldzaam                       |
| XF96-0195v1                    | Detective Sharon Lazard                            | Witness                        | Ongewoon                       |
| XF96-0196v1                    | Dr. Laskos                                         | Witness                        | Ongewoon                       |
| XF96-0197v1                    | The Calusari                                       | Witness                        | Zeldzaam                       |
| XF96-0198v1                    | Bill Mulder                                        | Witness                        | Zeldzaam                       |
| XF96-0199v1                    | Charley Tskany                                     | Witness                        | Zeldzaam                       |
| XF96-0200v1                    | Dr. Osborne                                        | Witness                        | Zeldzaam                       |
| XF96-0201v1                    | Michelle Generoo                                   | Witness                        | Zeldzaam                       |
| XF96-0202v1                    | Sir Malcolm Marsden                                | Witness                        | Gewoon                         |
| XF96-0203v1                    | Samantha Mulder                                    | Witness                        | Zeldzaam                       |
| XF96-0204v1                    | Max Fenig                                          | Witness                        | Zeldzaam                       |
| XF96-0205v1                    | Dr. Hodge                                          | Witness                        | Gewoon                         |
| XF96-0206v1                    | Doug Spinney                                       | Witness                        | Gewoon                         |
| XF96-0207v1                    | Dr. Sheila Braun                                   | Witness                        | Ongewoon                       |
| XF96-0208v1                    | U.S. Marshal Tapia                                 | Witness                        | Vast                           |
| XF96-0209v1                    | Brad Wilczek                                       | Witness                        | Ongewoon                       |
| XF96-0210v1                    | Dr. Nollete                                        | Witness                        | Zeldzaam                       |
| XF96-0211v1                    | Ish-Tribal Elder                                   | Witness                        | Ongewoon                       |
| XF96-0212v1                    | Sheriff Mazeroski                                  | Witness                        | Zeldzaam                       |
| XF96-0213v1                    | Lt. Colonel Marcus Aurelius Belt                   | Witness                        | Zeldzaam                       |
| XF96-0214v1                    | Gung Bituan                                        | Witness                        | Zeldzaam                       |
| XF96-0215v1                    | Kristen Kilar                                      | Witness                        | Zeldzaam                       |
| XF96-0216v1                    | Gerd Thomas                                        | Witness                        | Vast                           |
| XF96-0217v1                    | Dr. Daniel Trepkos                                 | Witness                        | Zeldzaam                       |
| XF96-0218v1                    | Maggie Holvey                                      | Witness                        | Vast                           |
| XF96-0219v1                    | Luther Lee Boggs                                   | Witness                        | Zeldzaam                       |
| XF96-0220v1                    | Senator Richard Matheson                           | Witness                        | Zeldzaam                       |
| XF96-0221v1                    | Successful Diagnosis                               | Event                          | Ongewoon                       |
| XF96-0222v1                    | Deep Throat                                        | Event                          | Ultra-Zeldzaam                 |
| XF96-0223v1                    | Shutting Down the X-Files                          | Event                          | Zeldzaam                       |
| XF96-0224v1                    | Reporters at the Crime Scene                       | Event                          | Ongewoon                       |
| XF96-0225v1                    | I Want To Believe                                  | Event                          | Gewoon                         |
| XF96-0226v1                    | Road Trip                                          | Event                          | Zeldzaam                       |
| XF96-0227v1                    | Hidden Transmitter                                 | Event                          | Ongewoon                       |
| XF96-0228v1                    | Medical Treatment                                  | Event                          | Gewoon                         |
| XF96-0229v1                    | Agent Weiss Killed by Unknown Toxin                | Event                          | Zeldzaam                       |
| XF96-0230v1                    | The Cigarette-Smoking Man Strikes                  | Event                          | Zeldzaam                       |
| XF96-0231v1                    | Eve 7                                              | Event                          | Zeldzaam                       |
| XF96-0232v1                    | Street Contacts                                    | Event                          | Ongewoon                       |
| XF96-0233v1                    | Government Arrests Suspects                        | Event                          | Gewoon                         |
| XF96-0234v1                    | Red Tape                                           | Event                          | Zeldzaam                       |
| XF96-0235v1                    | S.W.A.T. Training                                  | Event                          | Gewoon                         |
| XF96-0236v1                    | Fingerprints                                       | Event                          | Ongewoon                       |
| XF96-0237v1                    | Back Tracking Program                              | Event                          | Ongewoon                       |
| XF96-0238v1                    | Agent Lamana Dies in Fatal Elevator Accident       | Event                          | Zeldzaam                       |
| XF96-0239v1                    | Evidence Destroyed                                 | Event                          | Ongewoon                       |
| XF96-0240v1                    | Surfing The Net                                    | Event                          | Zeldzaam                       |
| XF96-0241v1                    | Government Sanctioned Pheromone Experiments        | Event                          | Zeldzaam                       |
| XF96-0242v1                    | Thorough Documentation                             | Event                          | Zeldzaam                       |
| XF96-0243v1                    | Skinner Chooses a Side                             | Event                          | Ultra-Zeldzaam                 |
| XF96-0244v1                    | Overwhelming Force                                 | Event                          | Zeldzaam                       |
| XF96-0245v1                    | Warning from the Loa                               | Event                          | Zeldzaam                       |
| XF96-0246v1                    | Evidence Overlooked                                | Event                          | Gewoon                         |
| XF96-0247v1                    | Message from the Stars                             | Event                          | Zeldzaam                       |
| XF96-0248v1                    | Dana Scully, Abducted!                             | Event                          | Ultra-Zeldzaam                 |
| XF96-0249v1                    | Reading the Signs                                  | Event                          | Ongewoon                       |
| XF96-0250v1                    | Agent Jack Willis Shot To Death In Bank Robbery    | Event                          | Zeldzaam                       |
| XF96-0251v1                    | Skinner Adopts The Company Line                    | Event                          | Zeldzaam                       |
| XF96-0252v1                    | Safe House                                         | Event                          | Zeldzaam                       |
| XF96-0253v1                    | Crop Circles                                       | Event                          | Gewoon                         |
| XF96-0254v1                    | Langly                                             | Event                          | Gewoon                         |
| XF96-0255v1                    | Expedite Request For Resources                     | Event                          | Ongewoon                       |
| XF96-0256v1                    | Paperwork                                          | Event                          | Ongewoon                       |
| XF96-0257v1                    | Unexplainable Time Loss                            | Event                          | Zeldzaam                       |
| XF96-0258v1                    | Clone                                              | Event                          | Ongewoon                       |
| XF96-0259v1                    | Suspect Description                                | Event                          | Ongewoon                       |
| XF96-0260v1                    | Smoke Screen                                       | Event                          | Ongewoon                       |
| XF96-0261v1                    | Dark Forces Align                                  | Event                          | Zeldzaam                       |
| XF96-0262v1                    | Computer Access Denied                             | Event                          | Zeldzaam                       |
| XF96-0263v1                    | Improved Channels                                  | Event                          | Ongewoon                       |
| XF96-0264v1                    | The Erlenmeyer Flask                               | Event                          | Zeldzaam                       |
| XF96-0265v1                    | Krycek, the Double Agent                           | Event                          | Zeldzaam                       |
| XF96-0266v1                    | Spying Mission                                     | Event                          | Ongewoon                       |
| XF96-0267v1                    | Authorized Access Only                             | Event                          | Zeldzaam                       |
| XF96-0268v1                    | Equipment Malfunction                              | Event                          | Ongewoon                       |
| XF96-0269v1                    | The Local Law Enforcement Are Uncooperative        | Event                          | Ongewoon                       |
| XF96-0270v1                    | The Lone Gunmen                                    | Event                          | Ultra-Zeldzaam                 |
| XF96-0271v1                    | Alien Discretion                                   | Event                          | Zeldzaam                       |
| XF96-0272v1                    | Fingernail Scrapings                               | Event                          | Gewoon                         |
| XF96-0273v1                    | Trust No One                                       | Event                          | Zeldzaam                       |
| XF96-0274v1                    | Lula Phillips                                      | Event                          | Zeldzaam                       |
| XF96-0275v1                    | No Place Is Safe                                   | Event                          | Zeldzaam                       |
| XF96-0276v1                    | Blackmail                                          | Event                          | Zeldzaam                       |
| XF96-0277v1                    | Dissection                                         | Event                          | Ongewoon                       |
| XF96-0278v1                    | Hack into Government Files                         | Event                          | Zeldzaam                       |
| XF96-0279v1                    | Application for F.B.I. Resources Approved          | Event                          | Zeldzaam                       |
| XF96-0280v1                    | Expert Briefing                                    | Event                          | Gewoon                         |
| XF96-0281v1                    | Access Personnel Files                             | Event                          | Gewoon                         |
| XF96-0282v1                    | Hard Evidence                                      | Event                          | Gewoon                         |
| XF96-0283v1                    | Relentless Pursuit                                 | Event                          | Gewoon                         |
| XF96-0284v1                    | Counterintelligence Measures                       | Event                          | Ultra-Zeldzaam                 |
| XF96-0285v1                    | Deductive Reasoning                                | Event                          | Zeldzaam                       |
| XF96-0286v1                    | Grid Pattern Search                                | Event                          | Zeldzaam                       |
| XF96-0287v1                    | Driving                                            | Event                          | Ongewoon                       |
| XF96-0288v1                    | In-Service Training                                | Event                          | Gewoon                         |
| XF96-0289v1                    | Rejuvenating Caves                                 | Event                          | Ongewoon                       |
| XF96-0290v1                    | Alien Experimentation                              | Event                          | Zeldzaam                       |
| XF96-0291v1                    | Hidden Grave                                       | Event                          | Ongewoon                       |
| XF96-0292v1                    | Trap                                               | Event                          | Ongewoon                       |
| XF96-0293v1                    | X                                                  | Event                          | Ultra-Zeldzaam                 |
| XF96-0294v1                    | Assigned to the X-Files                            | Event                          | Zeldzaam                       |
| XF96-0295v1                    | Plague of Locusts                                  | Event                          | Zeldzaam                       |
| XF96-0296v1                    | X-Files Research                                   | Event                          | Gewoon                         |
| XF96-0297v1                    | A Friend in the FBI                                | Event                          | Zeldzaam                       |
| XF96-0298v1                    | Written Report                                     | Event                          | Gewoon                         |
| XF96-0299v1                    | Government Mindwipe Serum                          | Event                          | Ongewoon                       |
| XF96-0300v1                    | Travel Arrangements                                | Event                          | Gewoon                         |
| XF96-0301v1                    | Decoy                                              | Event                          | Ongewoon                       |
| XF96-0302v1                    | Autopsy                                            | Event                          | Ongewoon                       |
| XF96-0303v1                    | Evasive Maneuvers                                  | Event                          | Zeldzaam                       |
| XF96-0304v1                    | Frohike                                            | Event                          | Zeldzaam                       |
| XF96-0305v1                    | Agent Reggie Purdue Found Strangled                | Event                          | Zeldzaam                       |
| XF96-0306v1                    | Road Hazard                                        | Event                          | Ongewoon                       |
| XF96-0307v1                    | Core Training                                      | Event                          | Gewoon                         |
| XF96-0308v1                    | Samuel Hartley                                     | Event                          | Zeldzaam                       |
| XF96-0309v1                    | True Grit                                          | Event                          | Zeldzaam                       |
| XF96-0310v1                    | Decreased Workload                                 | Event                          | Ongewoon                       |
| XF96-0311v1                    | Laptop Computer                                    | Equipment                      | Ongewoon                       |
| XF96-0312v1                    | Gas Chromatograph                                  | Equipment                      | Gewoon                         |
| XF96-0313v1                    | Wire-Tap                                           | Equipment                      | Gewoon                         |
| XF96-0314v1                    | Binoculars                                         | Equipment                      | Gewoon                         |
| XF96-0315v1                    | Medi-Kit                                           | Equipment                      | Zeldzaam                       |
| XF96-0316v1                    | Kevlar Vest                                        | Equipment                      | Ongewoon                       |
| XF96-0317v1                    | Glock 19 Semi-Automatic Pistol                     | Equipment                      | Ongewoon                       |
| XF96-0318v1                    | High Resolution Camera                             | Equipment                      | Gewoon                         |
| XF96-0319v1                    | High-Powered Flashlight                            | Equipment                      | Ongewoon                       |
| XF96-0320v1                    | Government Car                                     | Equipment                      | Gewoon                         |
| XF96-0321v1                    | Knife                                              | Equipment                      | Gewoon                         |
| XF96-0322v1                    | Taped Intelligence                                 | Equipment                      | Zeldzaam                       |
| XF96-0323v1                    | Walther PPK 7.65 Hold Out Weapon                   | Equipment                      | Ongewoon                       |
| XF96-0324v1                    | Geiger Counter                                     | Equipment                      | Ongewoon                       |
| XF96-0325v1                    | Hospital Crash Cart                                | Equipment                      | Zeldzaam                       |
| XF96-0326v1                    | Cellular Phone                                     | Equipment                      | Zeldzaam                       |
| XF96-0327v1                    | Symbol of Faith                                    | Equipment                      | Zeldzaam                       |
| XF96-0328v1                    | Electron Emission Microscope                       | Equipment                      | Gewoon                         |
| XF96-0329v1                    | Shotgun                                            | Equipment                      | Zeldzaam                       |
| XF96-0330v1                    | Mini-14 Assault Rifle                              | Equipment                      | Ongewoon                       |
| XF96-0331v1                    | Mojo Bag                                           | Equipment                      | Ongewoon                       |
| XF96-0332v1                    | Lie Detector                                       | Equipment                      | Gewoon                         |
| XF96-0333v1                    | Slithers In The Night                              | Adversary                      | Vast                           |
| XF96-0334v1                    | Alien Harvester                                    | Adversary                      | Zeldzaam                       |
| XF96-0335v1                    | Hunter in the Dark                                 | Adversary                      | Vast                           |
| XF96-0336v1                    | Crew-Cut Man                                       | Adversary                      | Ongewoon                       |
| XF96-0337v1                    | Alien Bounty Hunter                                | Adversary                      | Zeldzaam                       |
| XF96-0338v1                    | The Host Attacks                                   | Adversary                      | Zeldzaam                       |
| XF96-0339v1                    | Pvt. McAlpin, Zombie                               | Adversary                      | Vast                           |
| XF96-0340v1                    | Good People, Good Food                             | Adversary                      | Ongewoon                       |
| XF96-0341v1                    | The Sandman                                        | Adversary                      | Ongewoon                       |
| XF96-0342v1                    | Abduction                                          | Adversary                      | Zeldzaam                       |
| XF96-0343v1                    | Squeeze                                            | Adversary                      | Ongewoon                       |
| XF96-0344v1                    | The Psychotic Attack                               | Adversary                      | Vast                           |
| XF96-0345v1                    | The Mechanic                                       | Adversary                      | Ongewoon                       |
| XF96-0346v1                    | Darkness Falls                                     | Adversary                      | Ongewoon                       |
| XF96-0347v1                    | Suppressed Fury                                    | Adversary                      | Vast                           |
| XF96-0348v1                    | Living Machine                                     | Adversary                      | Ongewoon                       |
| XF96-0349v1                    | Operation Falcon Blue Berets                       | Adversary                      | Zeldzaam                       |
| XF96-0350v1                    | Pheromone-Induced Psychosis                        | Adversary                      | Ongewoon                       |
| XF96-0351v1                    | Deadly Blur                                        | Adversary                      | Ongewoon                       |
| XF96-0352v1                    | The Manitou Stalks His Prey                        | Adversary                      | Zeldzaam                       |
| XF96-0353v1                    | Poltergeist Attack                                 | Adversary                      | Vast                           |
| XF96-0354v1                    | Kiss Of The Vampire                                | Adversary                      | Zeldzaam                       |

101361 (1997) - Deze set bestond uit totaal 125 verschillende kaarten en is vernoemd naar Fox Mulder zijn verjaardag (13 oktober 1961). Deze set had ook vijf ultra-zeldzame kaarten.
| Overzicht Kaarten 101361 Set | Overzicht Kaarten 101361 Set                                      | Overzicht Kaarten 101361 Set | Overzicht Kaarten 101361 Set |
| ID Nummer                    | Titel                                                             | Type                         | Zeldzaamheid                 |
| ---------------------------- | ----------------------------------------------------------------- | ---------------------------- | ---------------------------- |
| XF97-0385x1                  | 2shy                                                              | Adversary                    | Gewoon                       |
| XF97-0386x1                  | Darin Peter Oswald                                                | Adversary                    | Zeldzaam                     |
| XF97-0387x1                  | John Mostow                                                       | Adversary                    | Gewoon                       |
| XF97-0388x1                  | Margi Kleinjan                                                    | Adversary                    | Ongewoon                     |
| XF97-0389x1                  | Puppet                                                            | Adversary                    | Gewoon                       |
| XF97-0390x1                  | Red-haired Man                                                    | Adversary                    | Zeldzaam                     |
| XF97-0391x1                  | Simon Gates a.k.a. Ferreau                                        | Adversary                    | Ongewoon                     |
| XF97-0392x1                  | Terri Roberts                                                     | Adversary                    | Ongewoon                     |
| XF97-0393x1                  | The List                                                          | Adversary                    | Zeldzaam                     |
| XF97-0394x1                  | The Walk                                                          | Adversary                    | Ongewoon                     |
| XF97-0395x1                  | Joseph Patnik                                                     | Adversary                    | Ongewoon                     |
| XF97-0396x1                  | Agent Bill Patterson                                              | Agent                        | Zeldzaam                     |
| XF97-0397x1                  | Agent Danny Pendrell                                              | Agent                        | Zeldzaam                     |
| XF97-0398x1                  | Agent Fred Nemhauser                                              | Agent                        | Gewoon                       |
| XF97-0399x1                  | Agent Kreski                                                      | Agent                        | Gewoon                       |
| XF97-0400x1                  | Clyde Bruckman                                                    | Agent                        | Zeldzaam                     |
| XF97-0401x1                  | Detective Angela White                                            | Agent                        | Gewoon                       |
| XF97-0402x1                  | Detective Manners                                                 | Agent                        | Gewoon                       |
| XF97-0403x1                  | Angry Townspeople                                                 | Bluff                        | Gewoon                       |
| XF97-0404x1                  | Big Blue                                                          | Bluff                        | Gewoon                       |
| XF97-0405x1                  | Philosophical Question                                            | Bluff                        | Gewoon                       |
| XF97-0406x1                  | Cerulean Blue                                                     | Bluff                        | Zeldzaam                     |
| XF97-0407x1                  | Darkened Forest                                                   | Bluff                        | Gewoon                       |
| XF97-0408x1                  | Dissolving Evidence                                               | Bluff                        | Gewoon                       |
| XF97-0409x1                  | Deceiving The Flock                                               | Bluff                        | Gewoon                       |
| XF97-0410x1                  | Festival Of The Hungry Ghosts                                     | Bluff                        | Zeldzaam                     |
| XF97-0411x1                  | Flesh Sculpting                                                   | Bluff                        | Zeldzaam                     |
| XF97-0412x1                  | Veracity In Question                                              | Bluff                        | Gewoon                       |
| XF97-0413x1                  | Heads Up                                                          | Bluff                        | Gewoon                       |
| XF97-0414x1                  | Mass Grave                                                        | Bluff                        | Gewoon                       |
| XF97-0415x1                  | Final Repose                                                      | Bluff                        | Gewoon                       |
| XF97-0416x1                  | No One Believes You                                               | Bluff                        | Zeldzaam                     |
| XF97-0417x1                  | Oubliette                                                         | Bluff                        | Zeldzaam                     |
| XF97-0418x1                  | Stoner, Chick, And Dude                                           | Bluff                        | Gewoon                       |
| XF97-0419x1                  | The Mailman                                                       | Bluff                        | Zeldzaam                     |
| XF97-0420x1                  | This Is Not Happening                                             | Bluff                        | Gewoon                       |
| XF97-0421x1                  | Visions Of A Madman                                               | Bluff                        | Zeldzaam                     |
| XF97-0422x1                  | You're A Dead Man                                                 | Bluff                        | Zeldzaam                     |
| XF97-0423x1                  | Two Lux Video Camera                                              | Equipment                    | Zeldzaam                     |
| XF97-0424x1                  | Alien Autopsy Video                                               | Equipment                    | Ongewoon                     |
| XF97-0425x1                  | Ambulance                                                         | Equipment                    | Ongewoon                     |
| XF97-0426x1                  | M.R.I.                                                            | Equipment                    | Ongewoon                     |
| XF97-0427x1                  | Classified Photos                                                 | Equipment                    | Ongewoon                     |
| XF97-0428x1                  | Dental X-ray Plate                                                | Equipment                    | Ongewoon                     |
| XF97-0429x1                  | Desktop Computer                                                  | Equipment                    | Ongewoon                     |
| XF97-0430x1                  | Dried Frog                                                        | Equipment                    | Gewoon                       |
| XF97-0431x1                  | Decomposing Victim                                                | Equipment                    | Ongewoon                     |
| XF97-0432x1                  | Garrote                                                           | Equipment                    | Ongewoon                     |
| XF97-0433x1                  | Helicopter Spotter                                                | Equipment                    | Ongewoon                     |
| XF97-0434x1                  | Laser Targeter                                                    | Equipment                    | Ongewoon                     |
| XF97-0435x1                  | Murder Weapon                                                     | Equipment                    | Ongewoon                     |
| XF97-0436x1                  | Stationery                                                        | Equipment                    | Ongewoon                     |
| XF97-0437x1                  | Queequeg                                                          | Equipment                    | Zeldzaam                     |
| XF97-0438x1                  | Satellite Photos                                                  | Equipment                    | Ongewoon                     |
| XF97-0439x1                  | Secret Government Files                                           | Equipment                    | Ongewoon                     |
| XF97-0440x1                  | Secret Passage                                                    | Equipment                    | Ongewoon                     |
| XF97-0441x1                  | Alien Stiletto                                                    | Equipment                    | Ultra-Zeldzaam               |
| XF97-0442x1                  | Tape Recorder                                                     | Equipment                    | Ongewoon                     |
| XF97-0443x1                  | Classified Ad                                                     | Equipment                    | Ongewoon                     |
| XF97-0444x1                  | Foo Fighter                                                       | Event                        | Zeldzaam                     |
| XF97-0445x1                  | Amaru Urn                                                         | Event                        | Zeldzaam                     |
| XF97-0446x1                  | Avatar                                                            | Event                        | Zeldzaam                     |
| XF97-0447x1                  | Captive Hybrid                                                    | Event                        | Gewoon                       |
| XF97-0448x1                  | Circuit Board Implant                                             | Event                        | Zeldzaam                     |
| XF97-0449x1                  | Disbelief                                                         | Event                        | Gewoon                       |
| XF97-0450x1                  | Eliminating The Source                                            | Event                        | Zeldzaam                     |
| XF97-0451x1                  | A Near Death Experience                                           | Event                        | Ultra-Zeldzaam               |
| XF97-0452x1                  | Hell Money                                                        | Event                        | Zeldzaam                     |
| XF97-0453x1                  | Jose Chung's "from Outer Space"                                   | Event                        | Zeldzaam                     |
| XF97-0454x1                  | Krycek Possessed                                                  | Event                        | Ultra-Zeldzaam               |
| XF97-0455x1                  | Mostow's Sketches                                                 | Event                        | Zeldzaam                     |
| XF97-0456x1                  | Ceremony                                                          | Event                        | Zeldzaam                     |
| XF97-0457x1                  | Skinner Intervenes                                                | Event                        | Gewoon                       |
| XF97-0458x1                  | Skinner's Wedding Ring                                            | Event                        | Gewoon                       |
| XF97-0459x1                  | Men In Black                                                      | Event                        | Ultra-Zeldzaam               |
| XF97-0460x1                  | The Video Trap                                                    | Event                        | Gewoon                       |
| XF97-0461x1                  | Tong Lottery Jar                                                  | Event                        | Zeldzaam                     |
| XF97-0462x1                  | Visit From The First Elder                                        | Event                        | Zeldzaam                     |
| XF97-0463x1                  | War Of The Coprophages                                            | Event                        | Zeldzaam                     |
| XF97-0464x1                  | White Buffalo                                                     | Event                        | Zeldzaam                     |
| XF97-0465x1                  | Unexpected Call                                                   | Event                        | Ultra-Zeldzaam               |
| XF97-0466x1                  | Work A Deal                                                       | Event                        | Gewoon                       |
| XF97-0467x1                  | Mostow's Studio, Washington, D.C.                                 | Site                         | Ongewoon                     |
| XF97-0468x1                  | Braddock Heights, Maryland                                        | Site                         | Gewoon                       |
| XF97-0469x1                  | Chinatown, San Francisco, CA                                      | Site                         | Ongewoon                     |
| XF97-0470x1                  | Jerusalem, Ohio                                                   | Site                         | Ongewoon                     |
| XF97-0471x1                  | Miller's Grove, Massachusetts                                     | Site                         | Ongewoon                     |
| XF97-0472x1                  | Positron Emission Tomography Lab, Allentown, Pennsylvania         | Site                         | Ongewoon                     |
| XF97-0473x1                  | Strikers Cove, Heuvalman's Lake, Blue Ridge Mountains, Georgia    | Site                         | Gewoon                       |
| XF97-0474x1                  | Strughold Mining Company, Rural West Virginia                     | Site                         | Ongewoon                     |
| XF97-0475x1                  | Tesos Dos Bichos Excavation, Ecquadorian Highlands, South America | Site                         | Ongewoon                     |
| XF97-0476x1                  | Virgil Incanto's Apartment, Cleveland, Ohio                       | Site                         | Gewoon                       |
| XF97-0477x1                  | Agent Dan Kazanjian                                               | Witness                      | Zeldzaam                     |
| XF97-0478x1                  | Carina Maywald                                                    | Witness                      | Zeldzaam                     |
| XF97-0479x1                  | Coast Guard Lieutenant                                            | Witness                      | Gewoon                       |
| XF97-0480x1                  | Detective Alan Cross                                              | Witness                      | Ongewoon                     |
| XF97-0481x1                  | Detective Cline                                                   | Witness                      | Gewoon                       |
| XF97-0482x1                  | Detective Havez                                                   | Witness                      | Gewoon                       |
| XF97-0483x1                  | Detective Walter Eubanks                                          | Witness                      | Zeldzaam                     |
| XF97-0484x1                  | Dr. Alexander Ivanov                                              | Witness                      | Zeldzaam                     |
| XF97-0485x1                  | Dr. Bambi Berenbaum                                               | Witness                      | Ongewoon                     |
| XF97-0486x1                  | Dr. Bugger                                                        | Witness                      | Ongewoon                     |
| XF97-0487x1                  | Dr. Jeff Eckerle                                                  | Witness                      | Ongewoon                     |
| XF97-0488x1                  | Dr. Rick Newton                                                   | Witness                      | Gewoon                       |
| XF97-0489x1                  | Ellen Kaminski                                                    | Witness                      | Ongewoon                     |
| XF97-0490x1                  | Eric Hosteen                                                      | Witness                      | Ongewoon                     |
| XF97-0491x1                  | Escalante                                                         | Witness                      | Gewoon                       |
| XF97-0492x1                  | General Thomas Callahan                                           | Witness                      | Zeldzaam                     |
| XF97-0493x1                  | Jim Ullrich                                                       | Witness                      | Gewoon                       |
| XF97-0494x1                  | Lottie Holoway                                                    | Witness                      | Zeldzaam                     |
| XF97-0495x1                  | Lt. Colonel Victor Stans                                          | Witness                      | Gewoon                       |
| XF97-0496x1                  | Lucy Householder                                                  | Witness                      | Zeldzaam                     |
| XF97-0497x1                  | Michael Kryder                                                    | Witness                      | Gewoon                       |
| XF97-0498x1                  | Navajo Elder                                                      | Witness                      | Ongewoon                     |
| XF97-0499x1                  | Owen Jarvis                                                       | Witness                      | Zeldzaam                     |
| XF97-0500x1                  | Parmelly                                                          | Witness                      | Gewoon                       |
| XF97-0501x1                  | Penny Northern                                                    | Witness                      | Gewoon                       |
| XF97-0502x1                  | Sammon Roque                                                      | Witness                      | Ongewoon                     |
| XF97-0503x1                  | Sharon Kiveat                                                     | Witness                      | Gewoon                       |
| XF97-0504x1                  | Sharon Skinner                                                    | Witness                      | Zeldzaam                     |
| XF97-0505x1                  | Sheriff John Teller                                               | Witness                      | Ongewoon                     |
| XF97-0506x1                  | Stan Buxton                                                       | Witness                      | Ongewoon                     |
| XF97-0507x1                  | The Stupendous Yappi                                              | Witness                      | Zeldzaam                     |
| XF97-0508x1                  | Victor Klemper                                                    | Witness                      | Zeldzaam                     |
| XF97-0509x1                  | Warden Leo Brodeur                                                | Witness                      | Ongewoon                     |

The Truth Is Out There (1997) - Deze 354 delige set is een vernieuwde editie van de Premiere set. In totaal werden er 30 kaarten van de originele set verwijderd, waaronder alle zeldzame kaarten en kaarten die problemen gaven tijdens het spel. Deze werden allen vervangen voor nieuwe zeldzame kaarten.

## Niet Uitgebrachte Kaartensets
Gen Con (1996) - Voor de grote onthulling op de Gen Con werden er 500 sets, bestaande uit 60 unieke kaarten, geproduceerd. De kaarten hadden als tekst achterop for demonstration purposes only en waren enkel bedoeld voor demonstraties. Bij de officiële uitgave van de Premiere set bleken enkele kaarten uit de Gen Con set verwijderd te zijn. Alle sets zouden na Gen Con zijn vernietigd. Echter duiken er geregeld kaarten op die uit de sets blijken te komen.
| Overzicht Gen Con Kaarten | Overzicht Gen Con Kaarten                 | Overzicht Gen Con Kaarten | Overzicht Gen Con Kaarten |
| ID Nummer                 | Titel                                     | Type                      | Zeldzaamheid              |
| ------------------------- | ----------------------------------------- | ------------------------- | ------------------------- |
| XF96-0001 GCon            | Arecibo, Puerto Rico                      | Site                      | Promo                     |
| XF96-0002 GCon            | Arlington, VA.                            | Site                      | Promo                     |
| XF96-0003 GCon            | Browning, MT.                             | Site                      | Promo                     |
| XF96-0004 GCon            | Central Prison, Raleigh NC.               | Site                      | Promo                     |
| XF96-0005 GCon            | Church Of The Red Museum, Delta Glen WI.  | Site                      | Promo                     |
| XF96-0006 GCon            | Cumberland Prison, VA.                    | Site                      | Promo                     |
| XF96-0007 GCon            | Frozen Submarine, Alaska.                 | Site                      | Promo                     |
| XF96-0008 GCon            | Genetics Clinic, Marin County CA.         | Site                      | Promo                     |
| XF96-0009 GCon            | Gibsonton, FL.                            | Site                      | Promo                     |
| XF96-0010 GCon            | Lake Okobogee, Campsite #53 Sioux Cit IA. | Site                      | Promo                     |
| XF96-0011 GCon            | Los Angeles, CA                           | Site                      | Promo                     |
| XF96-0012 GCon            | Oregon Coast                              | Site                      | Promo                     |
| XF96-0013 GCon            | Scully's Dream, Georgetown, MD            | Site                      | Promo                     |
| XF96-0014 GCon            | U.F.O. Wreckage, Townsend WI.             | Site                      | Promo                     |
| XF96-0015 GCon            | Detective Thompson                        | Bluff                     | Promo                     |
| XF96-0016 GCon            | Henry Trondheim                           | Bluff                     | Promo                     |
| XF96-0017 GCon            | Laser Barrier                             | Bluff                     | Promo                     |
| XF96-0018 GCon            | Sleep Deprivation                         | Bluff                     | Promo                     |
| XF96-0019 GCon            | Artic Worm                                | X-File                    | Promo                     |
| XF96-0020 GCon            | Duane Barry                               | X-File                    | Promo                     |
| XF96-0021 GCon            | Eugene Victor Tooms                       | X-File                    | Promo                     |
| XF96-0022 GCon            | Eve                                       | X-File                    | Promo                     |
| XF96-0023 GCon            | Jersey Devil                              | X-File                    | Promo                     |
| XF96-0024 GCon            | The Cigarette Smoking Man                 | X-File                    | Promo                     |
| XF96-0025 GCon            | The Manitou                               | X-File                    | Promo                     |
| XF96-0026 GCon            | Albert Hosteen                            | Agent                     | Promo                     |
| XF96-0027 GCon            | Alex Krycek                               | Agent                     | Promo                     |
| XF96-0028 GCon            | Dana Scully                               | Agent                     | Promo                     |
| XF96-0029 GCon            | Fox Mulder                                | Agent                     | Promo                     |
| XF96-0030 GCon            | Special Agent Karen Kossoff, Counselor    | Agent                     | Promo                     |
| XF96-0031 GCon            | Colonel Marcus Aurelius Belt              | Witness                   | Promo                     |
| XF96-0032 GCon            | Dr. Daniel Trepkos                        | Witness                   | Promo                     |
| XF96-0033 GCon            | Dr. Laskos                                | Witness                   | Promo                     |
| XF96-0034 GCon            | The Calusari                              | Witness                   | Promo                     |
| XF96-0035 GCon            | Alien Experimentation                     | Event                     | Promo                     |
| XF96-0036 GCon            | Alien Technology                          | Event                     | Promo                     |
| XF96-0037 GCon            | Computer Access Denied                    | Event                     | Promo                     |
| XF96-0038 GCon            | Crop Circles                              | Event                     | Promo                     |
| XF96-0039 GCon            | Deep Throat                               | Event                     | Promo                     |
| XF96-0040 GCon            | Fighter Interceptor                       | Event                     | Promo                     |
| XF96-0041 GCon            | Frohike                                   | Event                     | Promo                     |
| XF96-0042 GCon            | Grid Pattern Search                       | Event                     | Promo                     |
| XF96-0043 GCon            | Paper Shackles                            | Event                     | Promo                     |
| XF96-0044 GCon            | Street Contacts                           | Event                     | Promo                     |
| XF96-0045 GCon            | The Smoking Man Strikes                   | Event                     | Promo                     |
| XF96-0046 GCon            | Travel Arrangments                        | Event                     | Promo                     |
| XF96-0047 GCon            | True Grit                                 | Event                     | Promo                     |
| XF96-0048 GCon            | X                                         | Event                     | Promo                     |
| XF96-0049 GCon            | Geiger Counter                            | Equipment                 | Promo                     |
| XF96-0050 GCon            | High Resolution Camera                    | Equipment                 | Promo                     |
| XF96-0051 GCon            | Nokia 121 Cellular Phone                  | Equipment                 | Promo                     |
| XF96-0052 GCon            | Wire-Tap                                  | Equipment                 | Promo                     |
| XF96-0053 GCon            | Abduction!                                | Adversary                 | Promo                     |
| XF96-0054 GCon            | Darkness Falls                            | Adversary                 | Promo                     |
| XF96-0055 GCon            | Deadly Blur                               | Adversary                 | Promo                     |
| XF96-0056 GCon            | Poltergeist Attack                        | Adversary                 | Promo                     |
| XF96-0057 GCon            | Pvt. McAlpin, Zombie                      | Adversary                 | Promo                     |
| XF96-0058 GCon            | Slithers In The Night                     | Adversary                 | Promo                     |
| XF96-0059 GCon            | Suppressed Fury                           | Adversary                 | Promo                     |
| XF96-0060 GCon            | The Mechanic                              | Adversary                 | Promo                     |

Promo (1996 & 1997) - Vlak voor en tijdens verkoop van de kaarten werden er ook speciale promo kaarten gemaakt en uitgegeven. Hoeveel soorten van deze kaarten precies uitgegeven zijn, is anno 2020 niet bekend. De kaarten met een ID eindigend op FRE werden enkel in Franstalige landen uitgegeven, en de kaarten eindigend op DEU enkel in Duitstalige landen. De kaarten zijn, ondanks uitgifte, niet bedoeld om te gebruiken in het spel.
| Overzicht Promo Kaarten | Overzicht Promo Kaarten             | Overzicht Promo Kaarten | Overzicht Promo Kaarten |
| ID Nummer               | Titel                               | Type                    | Zeldzaamheid            |
| ----------------------- | ----------------------------------- | ----------------------- | ----------------------- |
| PR96-0001-SCR           | The Dark Angel                      | Adversary               | Promo                   |
| PR96-0002-INQ           | Fighter Interceptor                 | Event                   | Promo                   |
| PR96-0003-GAM           | Alien Technology                    | Event                   | Promo                   |
| PR96-0004-GC            | No One So Paranoid                  | Event                   | Promo                   |
| PR96-0005-GMR           | Chester Bonaparte, The Spirit Guide | Event                   | Promo                   |
| PR96-0006-DUE           | Agent Henderson                     | Agent                   | Promo                   |
| PR96-0007-SUR           | Teamwork                            | Event                   | Promo                   |
| PR97-0001-BBB           | Believe The Lie                     | Event                   | Promo                   |
| PR97-0002-BBB           | Infected That You Might Believe     | Event                   | Promo                   |
| PR97-0003-BBB           | A Final Choice                      | Bluff                   | Promo                   |
| PR97-0004-BOX           | Good Fortune                        | Event                   | Promo                   |
| PR97-0005-INQ           | Mulligan                            | Event                   | Promo                   |
| PR97-0006-SC1           | Smoke & Mirrors                     | Event                   | Promo                   |
| PR97-0006-SC2           | Smoke & Mirrors                     | Event                   | Promo                   |
| PR97-0006-SC3           | Smoke & Mirrors                     | Event                   | Promo                   |
| PR97-0006-SC4           | Smoke & Mirrors                     | Event                   | Promo                   |
| PR97-0006-SC5           | Smoke & Mirrors                     | Event                   | Promo                   |
| PR97-0007-BOX           | Call On Us More Often               | Event                   | Promo                   |
| PR97-0009-GMR           | Blue Plate Special                  | Event                   | Promo                   |
| PR97-0010-FRE           | Je Vois Quelque Chose La Au-dessous | Event                   | Promo                   |
| PR97-0011-DEU           | Die Hand Die Verletzt               | Event                   | Promo                   |
| PR97-0012-COM           | Not On The Menu                     | Event                   | Promo                   |
| PR97-0999-DN            | Deny Everything                     | Event                   | Promo                   |

22364 (1997) - Deze set zou al compleet ontwikkeld zijn geweest en ook uit 125 verschillende kaarten bestaan. De set werd vernoemd naar Dana Scully der verjaardag (23 februari 1964). Echter doordat de verkopen van de eerdere sets niet voldoende waren trok de uitgever de stekker uit het spel. Hierdoor werd deze set uiteindelijk nooit uitgegeven.